# ジョルディ・アマト
ジョルディ・アマト・マース（Jordi Amat Maas, 1992年3月21日 - ）は、スペイン王国カタルーニャ州カネ・ダ・マール出身のサッカー選手。リーガ1・プルシジャ・ジャカルタ所属。ポジションはディフェンダー。サッカーインドネシア代表。

## 経歴

### クラブ
2013年、ラージョ・バジェカーノからスウォンジー・シティAFCに移籍した。
2017年7月7日、レアル・ベティスにレンタル移籍した。
2018年8月9日、ラージョ・バジェカーノに復帰した。
2019年8月1日、ベルギーのKASオイペンに1年間の期限付き移籍で加入。シーズン終了後にオイペンが買い取りオプションを行使し完全移籍となった。
2022年6月29日、マレーシアのジョホール・ダルル・タクジムFCに移籍した。
2025年6月17日、ヘセ・ロドリゲスらとともにJDT退団が発表された。
2025年7月5日、インドネシアのプルシジャ・ジャカルタに2年契約で加入した。

### 代表
各年代のスペイン代表に選出されていた。なお、祖母がインドネシアのマカッサル出身であることから、インドネシア代表でプレーする権利も有していた。
2022年11月、インドネシア代表に招集され、12月23日の2022 AFF三菱電機カップカンボジア代表戦で初出場。